# Idioma yagua
El yagua  es un idioma que es hablada por el pueblo del mismo nombre, principalmente en el nororiental departamento de Loreto en Perú, y en el municipio de Leticia en Colombia. Un tercio de la población es monolingüe, y el yagua es la lengua de instrucción en las escuelas primarias locales.

## Nombre
El exónimo se deletrea Yagua, Yawa, Yahua, Llagua, Yava, Yegua. También se conoce como Nijyamïï Nikyejaada.

## Afiliación genética
El yagua forma una rama de la familia peba-yagua.

## Situación sociolingüística
Hacia fines del siglo XX,  había aproximadamente 6 000 hablantes de la lengua.  En aquel tiempo, una mayoría de yaguas eran bilingües en español y yagua.  Unas cuantas comunidades distantes eran todavía en gran parte monolingües, y los niños aprendían la lengua.  Aun así, en algunas comunidades había presión parterna en los niños para hablar sólo en español.  Algunos yaguas son monolingües en español.
Hay algún grado de semilingüismo entre algunas mujeres yaguas culturalmente asimiladas a la cultura peruana principal. Contrastan con otros tres grupos de yaguas: 1) mujeres mayores quienes son fluidas en la lengua yagua con algún grado de español, 2)  monolingüe yaguas no asimilados, y 3) hombres, todos quienes hablan yagua con grados variables de fluidez en el español.  A estas mujeres jóvenes se les dirige principalmente en yagua, pero responden en un español simplificado.:17

## Morfología
Esta lengua es altamente aglutinante, tal que la mayoría de palabras constan de morfemas múltiples, y una sola palabra puede contener más de un lexema.

## Sustantivos
Algunos sustantivos yaguas con terminaciones que parecen poder indicar género o categoría animado (con nombres científicos de Fleck, Uaquí & Jiménez 2012):
Palabras con el sufijo -siy:
| Yagua      | Español           | Nombre científico         |
| ---------- | ----------------- | ------------------------- |
| canuma̱síy  | avoceta           | Recurvirostra andina      |
| ca̱púúsiy   | esp. de pez       |                           |
| coochíy    | loro              |                           |
| cucasíy    | esp. de rana      |                           |
| cúúchiy    | chancho           |                           |
| dasíy      | cunchi (pez)      | Paulicea (?)              |
| jatinru̱síy | esp. de ave       |                           |
| ja̱a̱vachí   | cupizo (regional) | Podocnemis sextuberculata |
| darichíy   | estrella          |                           |

Palabras con el sufijo -nu:
| Yagua            | Español                    | Nombre científico        |
| ---------------- | -------------------------- | ------------------------ |
| baañú            | lisa (pez)                 | Leporinus spp.           |
| bicanú           | cachorro (pez)             | Acestrorhynchus          |
| cachúúnu         | choro (mono)               | Lagothrix lagothricha    |
| ca̱pyanú̱nu        | esp. de víbora             |                          |
| caseetuuñú       | esp. de ave                |                          |
| caváñu           | caballo                    |                          |
| caváñu junusííñu | esp. de planta             |                          |
| co̱co̱biinú        | panguana                   | Crypturellus undulatus   |
| cucantáñu        | tigrillo                   | Leopardus pardalis       |
| cudííñu          | esp. de golondrina         |                          |
| cúúmunú          | guayabo                    |                          |
| cunucúnu         | esp. de roedor             |                          |
| chapíínu         | orruga, gusano             |                          |
| daañú            | esp. de ave                |                          |
| deetiñú          | palo de sangre             | Swartzia cuspidata       |
| dinupasúyanu     | esp. de cóndor             |                          |
| já̱á̱cachoonú      | lorillo (ave)              |                          |
| já̱á̱cuvóónu       | huancahui (ave)            | Herpetotheres cachinnans |
| jádanú           | huayruru, huairuro (árbol) | Ormosia coccinea         |
| já̱á̱nuja̱a̱nú       | ampiguayo                  |                          |
| jaseenú          | charapilla (árbol)         | Dipteryx                 |
| játu̱u̱nú          | suri (larva)               |                          |
| jávanu           | gorgojo                    | Rhynchophorus            |
| javayanú         | esp. de tucán              |                          |
| ja̱á̱yanú          | chuchupe                   | Matisia sp.              |
| ji̱chiinú         | gusano parasítico          |                          |
| múranu           | huacapu (árbol)            | Minquartia guianensis    |
| matyiiñú         | zapote (árbol)             |                          |
| muchánnu         | planta que da tinte        |                          |
| saritíñu         | leche-caspi                | Couma macrocarpa         |

Palabras con el sufijo -tu:
| Yagua           | Español                | Nombre científico        |
| --------------- | ---------------------- | ------------------------ |
| bayantú         | espíritu               |                          |
| bóontú          | chicle                 |                          |
| buuchinatyú     | huitina                |                          |
| buuryatú        | esp. de raya           |                          |
| cabeetú         | atadijo (árbol)        |                          |
| cáboonutú       | esp. de ave            |                          |
| capítyu         | caracol                |                          |
| cáriitú         | liana espinosa         |                          |
| carye̱e̱tyú       | pedrillo (ave)         |                          |
| ca̱siityú        | esp. de coleóptero     |                          |
| caya̱a̱tú         | pedrillo (ave)         |                          |
| có̱co̱tú          | esp. de rana           |                          |
| co̱ratú          | conchas                |                          |
| co̱o̱tú           | cangrejo               |                          |
| cumayo̱o̱tú       | chotacabras            | Caprimulgidae            |
| cúútyu          | esp. de venado         |                          |
| cuva̱tyú         | esp. de rana           |                          |
| cuyo̱o̱tú         | mariposa               |                          |
| chu̱chu̱tyú       | esp. de avispa         |                          |
| diintyú         | ronsapa                | Apis mellifera ?         |
| duura̱tú         | esp. de palmera        |                          |
| ja̱á̱ntu          | delfín                 |                          |
| jánarityú       | puma                   |                          |
| jánu̱tyu pa̱jiitú | perezoso               |                          |
| ja̱a̱nu̱tyú        | esp. de oso hormiguero |                          |
| járeetú         | helécho                | Cyatheaceae              |
| já̱á̱rimyu̱tyú     | esp. de rana           |                          |
| ja̱a̱rityú        | esp. de paloma         |                          |
| ja̱á̱ryootú       | esp. de rana           |                          |
| ja̱á̱sariityú     | esp. de rana           |                          |
| jasecca̱a̱tú      | esp. de plátano        |                          |
| ja̱a̱suutyú       | esp. de nutria         |                          |
| játintyu        | montete (ave)          | Nothocrax urumutum       |
| ja̱a̱tííña̱tú      | esp. de rana           |                          |
| já̱a̱tyú          | anona (fruta)          | Rollinia mucosa          |
| jiicara̱a̱tú      | araña acuática         |                          |
| nimyutú         | palometa (pez)         | Mylossoma spp., Metynnis |
| morichatú       | salamanquesa           | Squamata                 |
| múcatyu         | ardilla                |                          |
| ni̱ntyú          | piña                   |                          |